# Halina Florkowska-Frančić
Halina Florkowska-Frančić (ur. 1944) – polska historyk, prof. dr hab.

## Życiorys
Studia historyczne ukończyła w 1966. Doktorat obroniła w 1974, a habilitację w 1986. Tytuł naukowy profesora uzyskała 13 marca 1998.
Specjalizuje się w historii ruchów migracyjnych, historii skupisk polonijnych oraz stosunkach etnicznych w Europie. Do przejścia na emeryturę w 2014 pełniła funkcję kierownika Zakładu Stosunków Etnicznych w Europie w Instytucie Etnologii i Antropologii Kulturowej Uniwersytetu Jagiellońskiego. Jest członkinią Komitetu Nauk Historycznych Polskiej Akademii Nauk oraz Komisji do Badań Diaspory Polskiej i Komisji Etnograficznej Polskiej Akademia Umiejętności. Była członkinią Komitetu Badań nad Migracjami Ludności i Polonią przy Prezydium Polskiej Akademii Nauk.

## Ważniejsze publikacje
- Struktura polskiej emigracji politycznej w Szwajcarii w latach sześćdziesiątych XIX wieku (1976)
- Wybór tekstów źródłowych do historii Polski : 1795-1918 (1978; wraz z Mirosławem Frančić)
- Emigracyjna działalność Agatona Gillera po powstaniu styczniowym (1985)
- Między Lozanną, Fryburgiem i Vevey : z dziejów polskich organizacji w Szwajcarii w latach 1914-1917 (1997)
- Z przeszłości Grębałowa : 1247-1997 (1997)